# V-리그 2009-10
NH농협 2009~2010 V-리그는 대한민국의 프로배구 V-리그의 여섯 번째 시즌이다. 2009년 11월 1일 대전 충무체육관에서 대전 삼성화재 블루팡스와 천안 현대캐피탈 스카이워커스의 개막전을 시작으로 2010년 4월 19일 남자부 챔피언 결정전 7차전을 끝으로 막을 내렸다.

## 대회 개요
- 대회명 : NH농협 2009~2010 V-리그
- 대회기간 : 2009년 11월 1일 ~ 2010년 4월 19일
- 경기수
  - 6라운드 홈 앤드 어웨이
    - 정규리그 : 남자부 팀당 36경기, 여자부 팀당 28경기
    - 플레이오프 : 남녀 각 5전 3선승제
    - 챔피언결정전 : 남녀 각 7전 4선승제

### 참가 구단
| 프로팀 - 구미 LIG손해보험 그레이터스 - 대전 삼성화재 블루팡스 - 서울 우리캐피탈 드림식스 - 인천 대한항공 점보스 - 천안 현대캐피탈 스카이워커스 - 수원 KEPCO 45 초청팀 - 신협상무 | 프로팀 - 구미 한국도로공사 하이패스제니스 - 대전 KT&G 아리엘즈 - 서울 GS칼텍스 - 수원 현대건설 힐스테이트 - 인천 흥국생명 핑크스파이더스 |

## 대회 특징

### 남자부 FA 도입 문제
- 2009년 5월 21일 가칭 '배구 발전을 염원하는 선수들의 모임'(회장 대전 삼성화재 블루팡스 석진욱)은 기자 회견을 열고 FA 제도의 도입을 촉구하였다. 이에 한국 배구 연맹은 남자부에 2009~2010 시즌이 끝난 직후 FA 제도를 도입하기로 했다. 하지만 여러 경우에 따라 자격이 차등 부여되기 때문에(한 예로, 고등학교를 졸업하고 곧바로 프로에 입단한 천안 현대캐피탈 스카이워커스 박철우의 경우는 입단 후 11년 뒤인 2015년에 FA 자격이 주어진다)[1] 선수들은 반발하게 되었고, 급기야 2009년 6월 14일 각 팀의 선수들은 훈련을 거부하며 선수단을 이탈하게 되었다.[2]

### 서울 연고지 사용
- 서울 우리캐피탈의 정식 참가

지난 해에 시범 경기에만 참가했던 서울 우리캐피탈 드림식스가 서울을 연고로 정식 참가하며 홈 구장은 장충체육관을 사용하게 된다. 하지만 장충체육관이 2010년 1월 13일까지 보수 작업 등의 관계로 사용할 수 없음에 따라 우리캐피탈은 작업이 끝날 때까지 다른 구단의 홈구장을 빌려 홈경기를 치르게 된다.
- GS 칼텍스 여자 배구단의 연고지 이전

기존 인천 대한항공 점보스와 같은 연고지인 인천을 홈으로 썼던 GS 칼텍스 여자 배구단이 연고지를 서울로 이전하였다. 홈 구장은 서울 우리캐피탈과 같이 장충체육관을 사용하게 된다.

### 연고지 변경
- 천안 흥국생명 핑크스파이더스가 GS칼텍스의 연고지 이전으로 비워진 인천광역시로 연고지를 이전하여 인천 흥국생명 핑크스파이더스로 명칭이 변경되었다. 또 흥국생명은 인천 대한항공 점보스와 같이 인천 도원시립체육관을 홈 구장으로 사용하게 된다.

### 팀명 변경
- 수원 현대건설 그린폭스가 팀명을 수원 현대건설 힐스테이트로 변경하였다. 이후 선수단 유니폼 및 엠블렘을 변경하여 출전한다.
- 구미 한국도로공사 EX가 팀 창단 40주년을 맞이하여 구미 한국도로공사 하이패스 제니스로 변경하였다.

### 해외 진출
- 인천 흥국생명 핑크스파이더스의 간판 공격수 김연경이 일본 V-리그 JT 마베라스에 입단하였다. 그녀는 그간의 국내 리그 뿐만 아니라 한일 탑매치의 인상적인 활약으로 일본 구단의 주목을 받게 되었고 이후 원 소속팀 흥국생명과 자매 결연을 맺은 JT 마베라스에 입단하였던 것이다. 하지만 임대 이적 방식이기 때문에 그녀는 필요에 따라 인천 흥국생명 핑크스파이더스에 복귀가 가능하다.

### 선수 폭행 사고
- 천안 현대캐피탈 스카이워커스의 라이트 공격수 박철우가 2009년 9월 17일 저녁 태릉선수촌에서 아시아 선수권 대회를 앞두고 훈련 도중 대표팀 이상렬 코치에게 폭행당하는 사고가 발생하여 배구계에 엄청난 충격을 일으켰다. 이후 박철우는 다음 날인 9월 18일에 기자 회견을 자청하여 자신이 폭행당한 사실을 폭로하게 되었다. 당시 박철우는 안면 및 복부를 폭행당하여 전치 3주의 진단을 받았다. 이 사고는 원년 리그에서 당시 구미 LIG손해보험 그레이터스 감독인 신영철과 당시 인천 대한항공 점보스 문용관 감독의 폭행 사고 이후 4년 만에 발생한 것으로 이 사고가 발생한 후 대한 배구 협회는 9월 19일 이상렬 코치에게 무기한 자격 정지 처분을 내렸다.[3][4] 이 사건으로 박철우는 치료와 안정을 위해 대표팀에서 제외되었다.[5] 이 사고가 태릉선수촌에서 일어난 사고였기 때문에 대한체육회 박용성 회장은 "배구협회의 처분이 미흡할 경우 자신이 직접 나서겠다"며 강력한 의지를 표명하였다.[6] 9월 21일 대한 배구 협회는 이상렬 코치를 무기한 자격 정지를 확정하고 김호철 감독을 경질하였으며, 이에 따라 감독 경험이 없는 차상현 대표팀 트레이너(신협상무 코치)가 감독대행을 맡게 되었다.[7] 그러나 대한체육회는 선수촌장 명의로 이상렬 대표팀 코치를 노원경찰서에 형사 고발하기로 했다.[8]

### 이전 시즌과의 비교
- 남자부 정규시즌 라운드 수 축소

2008~2009 시즌은 7라운드 홈 앤 어웨이 방식으로 진행되었으나 2009~2010 시즌부터는 6라운드 홈 앤 어웨이 방식으로 진행된다.
- 여자부 자유계약 제도 도입 세 번째 시즌

자유계약 제도 세 번째 해에는 선수 이동이 없었다. FA 최대어였던 GS칼텍스의 김민지와 흥국생명의 전민정은 소속팀에 잔류하였다.
- 여자 배구 사상 첫 출산 휴가

서울 GS칼텍스의 정대영이 여자 배구 사상 처음으로 1년간의 출산 휴가를 받으며 2009~2010 시즌에는 뛰지 않는다. 따라서 정대영의 공백을 메우기 위해 서울 GS칼텍스는 대전 KT&G 아리엘즈에서 지정희를 영입하였다.
- 도핑 테스트 도입

전 프로 야구 선수였던 마해영 Xports 야구 해설 위원이 프로 야구 선수들의 약물 복용 사실을 폭로하면서, 스포츠 전체적으로 커다란 파장을 일으켰다. 이후 문화체육관광부에서는 8개 스포츠 리그에서 뛰는 모든 선수들을 대상으로 도핑 테스트를 확대 실시한다는 계획을 발표하였고, 이에 따라 프로 배구도 선수들을 상대로 도핑 테스트를 실시하기로 했다.
- 대회 일시 중단

시즌 도중 일본에서 개최되는 남녀 월드그랜드챔피언스컵 대회 기간 중에는 V-리그 경기를 중단한다.
- 비디오 판독 강화

비디오 판독은 지난 시즌과 동일하나, 비디오 판독에 의한 판정에는 무조건 승복해야 하며, 이에 항의할 경우 옐로 카드가 주어진다. 단, 주장을 통해 재심을 요청할 경우 소명의 기회를 부여하기로 했다.
- 포스트 시즌 경기 방식 변경

지난 시즌까지는 플레이오프는 3전 2선승제, 챔피언결정전은 5전 3선승제로 경기를 개최하였으나, 이번 시즌부터 플레이오프는 5전 3선승제, 챔피언결정전은 7전 4선승제로 열리게 된다. 하지만 플레이오프를 거쳐 올라오는 팀에게 매우 불리하며, 배구 경기의 특성상 체력 소모가 많고 부상 위험이 높아 논란이 우려된다.
- TV 중계 방송

지난 시즌까지는 KBS 및 KBS N sports가 독점으로 TV 중계를 담당하였으나, 이번 시즌부터는 KBS 외의 다른 방송사에서도 중계가 가능해졌다. 이에 따라 스포츠 전문 채널인 SBS SPORTS에서 2라운드부터 남자부 경기를 중계 방송하기 시작하였다.

## 신인 드래프트
신인 드래프트 지명 순서는 확률 추첨제로 정해진다.

### 남자부
| 1라운드  | 순위      | 1순위(우리캐피탈) | 2순위(우리캐피탈) | 3순위(우리캐피탈) | 4순위(우리캐피탈) | 5순위(LIG손보)    | 6순위(KEPCO45)    |
| 1라운드  | 지명 선수 | 강영준 (경기대)   | 김현수 (명지대)   | 김광국 (성균관대) | 김태진 (인하대)   | 정기혁 (인하대)   | 박성률 (성균관대) |
| 2라운드  | 순위      | 6순위(대한항공)   | 5순위(현대캐피탈) | 4순위(삼성화재)   | 3순위(삼성화재)   | 2순위(현대캐피탈) | 1순위(대한항공)   |
| 2라운드  | 지명 선수 | 지명권 포기       | 김대경 (홍익대)   | 신으뜸 (성균관대) | 신요한 (성균관대) | 한상길 (경기대)   | 권혁모 (성균관대) |
| 3라운드  | 순위      | 1순위(KEPCO45)    | 2순위(LIG손보)    | 3순위(우리캐피탈) | 4순위(우리캐피탈) | 5순위(LIG손보)    | 6순위(KEPCO45)    |
| 3라운드  | 지명 선수 | 이시인 (경희대)   | 조용욱 (한양대)   | 지명권 포기       | 지명권 포기       | 김나운 (충남대)   | 지명권 포기       |
| 4라운드  | 순위      | 6순위             | 5순위             | 4순위             | 3순위(삼성화재)   | 2순위(현대캐피탈) | 1순위(대한항공)   |
| 4라운드  | 지명 선수 | 지명권 포기       | 지명권 포기       | 지명권 포기       | 지명권 포기       | 지명권 포기       | 지명권 포기       |
| 수련선수 | 지명구단  | 삼성화재          | 현대캐피탈        | 대한항공          | KEPCO45           | LIG손보           | 우리캐피탈        |
| 수련선수 | 지명 선수 | 김홍정 (경희대)   | -                 | 이지환 (홍익대)   | 김완준 (경희대)   | -                 | 김주현 (조선대)   |

원래는 2009년 10월 27일 실시될 예정이었으나, 대학 배구 연맹이 대학 졸업 예정 선수들을 각 구단이 2명씩 의무 지명할 것을 요구한 것을 각 구단들이 거부하게 되면서 무산되었다. 이후 대학 배구 연맹이 수련 선수 포함하여 15명 이상을 지명해 달라는 요구를 각 팀 단장이 받아들이게 되어 2009년 11월 13일에 신인 드래프트를 실시하기로 결정하였다. 그러나 드래프트에 참여하려고 했던 박준범은 3학년 선수를 뽑지 않는다는 대학 배구 연맹과 KOVO의 합의에 의하여 참가가 좌절되었다.
전체 1순위부터 4순위까지 서울 우리캐피탈 드림식스가 지명하게 되면서 경기대학교 강영준이 전체 1순위로 우리캐피탈의 지명을 받았고, 총 20명의 선수 중 18명이 각 팀의 지명을 받았다.

### 여자부
| 구분     | 구분      | 도로공사         | 현대건설         | KT&G                 | GS칼텍스         | 흥국생명         |
| -------- | --------- | ---------------- | ---------------- | -------------------- | ---------------- | ---------------- |
| 1라운드  | 순위      | 1순위            | 2순위            | 3순위                | 4순위            | 5순위            |
| 1라운드  | 지명 선수 | 정다은(중앙여고) | 박슬기(중앙여고) | 장소연 (전 현대건설) | 양유나(근영여고) | 김혜선(목포여상) |
| 2라운드  | 순위      | 5순위            | 4순위            | 3순위                | 2순위            | 1순위            |
| 2라운드  | 지명 선수 | 지명권 포기      | 지명권 포기      | 김회순(목포여상)     | 지명권 포기      | 정다영(근영여고) |
| 3라운드  | 순위      | 1순위            | 2순위            | 3순위                | 4순위            | 5순위            |
| 3라운드  | 지명 선수 | 지명권 포기      | 김경신(선명여고) | 지명권 포기          | 지명권 포기      | 지명권 포기      |
| 4라운드  | 순위      | 5순위            | 4순위            | 3순위                | 2순위            | 1순위            |
| 4라운드  | 지명 선수 | 지명권 포기      | 지명권 포기      | 지명권 포기          | 지명권 포기      | 지명권 포기      |
| 수련선수 | 순위      | -                | -                | -                    | -                | -                |
| 수련선수 | 지명 선수 | 지명권 포기      | 지명권 포기      | 김소희(선명여고)     | 김선희(한일전산) | 지명권 포기      |

여자부의 신인 드래프트는 2009년 10월 27일 서울 청담동 리베라 호텔에서 개최되었다. 2009년 드래프트에는 왕년의 스타 장소연이 참가하여 많은 관심을 모았는데, 35세인데다 주부임에도 불구하고 실제 드래프트에서 대전 KT&G 아리엘즈에 1라운드 3순위로 지명되며 은퇴 5년 만에 코트에 복귀하였다. 중앙여자고등학교의 정다은 선수가 전체 1순위로 구미 한국도로공사 EX에 입단하였고, 그 외 선수들이 각 팀의 지명을 골고루 받았다. 그러나 드래프트에 참가한 20명의 고졸 예정 선수 중 9명만(장소연을 포함할 경우 10명) 각 구단에 지명되는데 그치며 역대 최소 지명률을 기록하였다.

## 트레이드

### 시즌 전

#### 여자부
지정희: 대전 KT&G 아리엘즈 → 서울 GS칼텍스
이정옥: 서울 GS칼텍스 → 대전 KT&G 아리엘즈
오현미: 도로공사 → 서울 GS칼텍스
이소라: 서울 GS칼텍스 → 도로공사
박진왕: 수원 현대건설 힐스테이트 → 도로공사
이보라: 도로공사 → 수원 현대건설 힐스테이트
이진희: 수원 현대건설 힐스테이트 → 도로공사

### 시즌 후

#### 남자부
박철우: 천안 현대캐피탈 스카이워커스 → 대전 삼성화재 블루팡스 (FA 이적)
최태웅: 대전 삼성화재 블루팡스 → 천안 현대캐피탈 스카이워커스 (박철우 이적에 대한 보상 선수)
이형두: 대전 삼성화재 블루팡스 → 천안 현대캐피탈 스카이워커스
문성민: 터키 할크방크 → 수원 KEPCO 45 → 천안 현대캐피탈 스카이워커스
하경민: 천안 현대캐피탈 스카이워커스 → 수원 KEPCO 45
임시형: 천안 현대캐피탈 스카이워커스 → 수원 KEPCO 45
송병일: 천안 현대캐피탈 스카이워커스 → 서울 우리캐피탈 드림식스

#### 여자부
황연주: 인천 흥국생명 핑크스파이더스 → 수원 현대건설 힐스테이트 (FA 이적)
김사니: 대전 KT&G 아리엘즈 → 인천 흥국생명 핑크스파이더스 (FA 이적)
한수지: 수원 현대건설 힐스테이트 → 대전 KT&G 아리엘즈 (황연주, 김사니 이적에 대한 보상 선수)

## 대회 결과

### 정규리그

#### 남자부

##### 순위
| 순위 | 팀                           | 승 | 패 | 승률 | 점수득실률 | 세트득실률 | 비고 |
| ---- | ---------------------------- | -- | -- | ---- | ---------- | ---------- | ---- |
| 1    | 대전 삼성화재 블루팡스       | 30 | 6  | 0.83 | 1.149      | 2.714      |      |
| 2    | 천안 현대캐피탈 스카이워커스 | 26 | 10 | 0.72 | 1.101      | 1.848      |      |
| 3    | 인천 대한항공 점보스         | 25 | 11 | 0.69 | 1.081      | 1.755      |      |
| 4    | 구미 LIG손해보험 그레이터스  | 24 | 12 | 0.67 | 1.063      | 1.700      |      |
| 5    | 서울 우리캐피탈 드림식스     | 10 | 26 | 0.28 | 0.929      | 0.540      |      |
| 6    | 수원 KEPCO 45                | 8  | 28 | 0.22 | 0.893      | 0.438      |      |
| 7    | 신협 상무                    | 3  | 33 | 0.08 | 0.815      | 0.214      |      |

##### 결과
1라운드
| 날짜             | 홈 팀       | 득점  | 어웨이 팀   | 장소               |
| ---------------- | ----------- | ----- | ----------- | ------------------ |
| 2009년 11월 1일  | 삼성화재    | 3 - 1 | 현대캐피탈  | 대전충무체육관     |
| 2009년 11월 1일  | 대한항공    | 1 - 3 | LIG손해보험 | 인천도원시립체육관 |
| 2009년 11월 3일  | 우리캐피탈  | 2 - 3 | 신협상무    | 천안유관순체육관   |
| 2009년 11월 3일  | 현대캐피탈  | 3 - 2 | 대한항공    | 천안유관순체육관   |
| 2009년 11월 4일  | LIG손해보험 | 3 - 1 | KEPCO 45    | 구미박정희체육관   |
| 2009년 11월 7일  | LIG손해보험 | 3 - 0 | 삼성화재    | 구미박정희체육관   |
| 2009년 11월 8일  | 대한항공    | 3 - 2 | 우리캐피탈  | 인천도원시립체육관 |
| 2009년 11월 8일  | KEPCO 45    | 3 - 1 | 신협상무    | 수원실내체육관     |
| 2009년 11월 10일 | LIG손해보험 | 3 - 1 | 현대캐피탈  | 구미박정희체육관   |
| 2009년 11월 11일 | 삼성화재    | 3 - 0 | 신협상무    | 대전충무체육관     |
| 2009년 11월 12일 | 대한항공    | 3 - 1 | KEPCO 45    | 인천도원시립체육관 |
| 2009년 11월 14일 | 삼성화재    | 3 - 0 | 우리캐피탈  | 대전충무체육관     |
| 2009년 11월 15일 | 현대캐피탈  | 3 - 1 | KEPCO 45    | 천안유관순체육관   |
| 2009년 11월 15일 | 대한항공    | 3 - 1 | 신협상무    | 인천도원시립체육관 |
| 2009년 11월 17일 | LIG손해보험 | 3 - 0 | 우리캐피탈  | 천안유관순체육관   |
| 2009년 11월 18일 | 대한항공    | 0 - 3 | 삼성화재    | 인천도원시립체육관 |
| 2009년 11월 19일 | 현대캐피탈  | 3 - 0 | 신협상무    | 천안유관순체육관   |
| 2009년 11월 19일 | KEPCO 45    | 2 - 3 | 우리캐피탈  | 수원실내체육관     |
| 2009년 11월 21일 | KEPCO 45    | 0 - 3 | 삼성화재    | 수원실내체육관     |
| 2009년 11월 22일 | 현대캐피탈  | 3 - 0 | 우리캐피탈  | 천안유관순체육관   |
| 2009년 11월 22일 | LIG손해보험 | 3 - 0 | 신협상무    | 천안유관순체육관   |

1라운드에서는 지난 시즌 4위 구미 LIG손해보험 그레이터스가 예상을 깨고 전승을 기록하였다. 또 서울 우리캐피탈 드림식스는 수원 KEPCO 45를 물리치고 창단 후 공식 경기 첫 승을 기록하였다.
- 11월 MVP: 김요한 (구미 LIG손해보험 그레이터스)

2라운드
| 날짜             | 홈 팀       | 득점  | 어웨이 팀   | 장소               |
| ---------------- | ----------- | ----- | ----------- | ------------------ |
| 2009년 11월 24일 | 현대캐피탈  | 3 - 1 | LIG손해보험 | 천안유관순체육관   |
| 2009년 11월 25일 | KEPCO45     | 0 - 3 | 대한항공    | 수원실내체육관     |
| 2009년 11월 26일 | 삼성화재    | 3 - 0 | 신협상무    | 대전충무체육관     |
| 2009년 11월 28일 | KEPCO45     | 3 - 1 | 우리캐피탈  | 수원실내체육관     |
| 2009년 11월 29일 | LIG손해보험 | 3 - 1 | 대한항공    | 구미박정희체육관   |
| 2009년 11월 29일 | 현대캐피탈  | 1 - 3 | 삼성화재    | 천안유관순체육관   |
| 2009년 12월 1일  | 삼성화재    | 3 - 0 | KEPCO45     | 대전충무체육관     |
| 2009년 12월 2일  | 현대캐피탈  | 3 - 0 | 신협상무    | 천안유관순체육관   |
| 2009년 12월 3일  | LIG손해보험 | 3 - 0 | 우리캐피탈  | 구미박정희체육관   |
| 2009년 12월 5일  | LIG손해보험 | 3 - 0 | 신협상무    | 구미박정희체육관   |
| 2009년 12월 6일  | 삼성화재    | 3 - 1 | 대한항공    | 대전충무체육관     |
| 2009년 12월 6일  | 현대캐피탈  | 3 - 0 | 우리캐피탈  | 천안유관순체육관   |
| 2009년 12월 8일  | KEPCO45     | 3 - 1 | 신협상무    | 수원실내체육관     |
| 2009년 12월 9일  | 삼성화재    | 3 - 2 | LIG손해보험 | 대전충무체육관     |
| 2009년 12월 10일 | 대한항공    | 3 - 0 | 우리캐피탈  | 인천도원시립체육관 |
| 2009년 12월 12일 | KEPCO45     | 1 - 3 | LIG손해보험 | 수원실내체육관     |
| 2009년 12월 13일 | 대한항공    | 3 - 0 | 현대캐피탈  | 인천도원시립체육관 |
| 2009년 12월 13일 | 우리캐피탈  | 3 - 2 | 신협상무    | 인천도원시립체육관 |
| 2009년 12월 15일 | 삼성화재    | 3 - 0 | 우리캐피탈  | 대전충무체육관     |
| 2009년 12월 16일 | KEPCO45     | 0 - 3 | 현대캐피탈  | 수원실내체육관     |
| 2009년 12월 17일 | 대한항공    | 3 - 0 | 신협상무    | 인천도원시립체육관 |

- 2라운드에서는 두 번의 트리플 크라운을 작성하는 맹활약을 펼친 가빈 슈미트를 앞세운 대전 삼성화재 블루팡스가 전승을 기록하였다.

3라운드
| 날짜             | 홈 팀       | 득점  | 어웨이 팀   | 장소               |
| ---------------- | ----------- | ----- | ----------- | ------------------ |
| 2009년 12월 19일 | 현대캐피탈  | 3 - 0 | 신협상무    | 천안유관순체육관   |
| 2009년 12월 20일 | 삼성화재    | 3 - 0 | LIG손해보험 | 대전충무체육관     |
| 2009년 12월 20일 | 대한항공    | 3 - 1 | 우리캐피탈  | 인천도원시립체육관 |
| 2009년 12월 22일 | 대한항공    | 1 - 3 | KEPCO45     | 인천도원시립체육관 |
| 2009년 12월 23일 | 현대캐피탈  | 3 - 0 | 우리캐피탈  | 천안유관순체육관   |
| 2009년 12월 25일 | LIG손해보험 | 0 - 3 | 대한항공    | 구미박정희체육관   |
| 2009년 12월 26일 | KEPCO45     | 2 - 3 | 현대캐피탈  | 수원실내체육관     |
| 2009년 12월 27일 | 삼성화재    | 3 - 0 | 신협상무    | 대전충무체육관     |
| 2009년 12월 29일 | 우리캐피탈  | 3 - 1 | 신협상무    | 구미박정희체육관   |
| 2009년 12월 29일 | LIG손해보험 | 1 - 3 | 현대캐피탈  | 구미박정희체육관   |
| 2009년 12월 30일 | KEPCO45     | 0 - 3 | 삼성화재    | 수원실내체육관     |
| 2009년 12월 31일 | 대한항공    | 3 - 0 | 신협상무    | 인천도원시립체육관 |
| 2010년 1월 1일   | 삼성화재    | 1 - 3 | 현대캐피탈  | 대전충무체육관     |
| 2010년 1월 2일   | LIG손해보험 | 3 - 2 | KEPCO45     | 구미박정희체육관   |
| 2010년 1월 3일   | 삼성화재    | 3 - 1 | 우리캐피탈  | 대전충무체육관     |
| 2010년 1월 5일   | 현대캐피탈  | 2 - 3 | 대한항공    | 천안유관순체육관   |
| 2010년 1월 6일   | KEPCO45     | 3 - 0 | 우리캐피탈  | 수원실내체육관     |
| 2010년 1월 7일   | LIG손해보험 | 3 - 1 | 신협상무    | 구미박정희체육관   |
| 2010년 1월 9일   | 대한항공    | 3 - 2 | 삼성화재    | 인천도원시립체육관 |
| 2010년 1월 10일  | 우리캐피탈  | 0 - 3 | LIG손해보험 | 서울장충체육관     |
| 2010년 1월 10일  | KEPCO45     | 3 - 0 | 신협상무    | 수원실내체육관     |

- 12월 MVP: 가빈 슈미트 (대전 삼성화재 블루팡스)

3라운드에서는 인천 대한항공 점보스가 수원 KEPCO 45에게 덜미를 잡히는 시즌 첫 이변이 일어났다. 하지만 신영철 감독대행 체제로 바뀐 대한항공은 이 경기 이후 연승을 기록하였다.
4라운드
| 날짜            | 홈 팀       | 득점  | 어웨이 팀   | 장소               |
| --------------- | ----------- | ----- | ----------- | ------------------ |
| 2010년 1월 12일 | LIG손해보험 | 3 - 0 | 신협상무    | 구미박정희체육관   |
| 2010년 1월 13일 | 삼성화재    | 3 - 1 | KEPCO45     | 대전충무체육관     |
| 2010년 1월 14일 | 우리캐피탈  | 1 - 3 | 현대캐피탈  | 서울장충체육관     |
| 2010년 1월 16일 | 우리캐피탈  | 3 - 0 | KEPCO45     | 서울장충체육관     |
| 2010년 1월 17일 | 현대캐피탈  | 1 - 3 | 삼성화재    | 천안유관순체육관   |
| 2010년 1월 17일 | 대한항공    | 3 - 1 | 신협상무    | 인천도원시립체육관 |
| 2010년 1월 19일 | 대한항공    | 3 - 1 | LIG손해보험 | 인천도원시립체육관 |
| 2010년 1월 20일 | 현대캐피탈  | 3 - 0 | KEPCO45     | 천안유관순체육관   |
| 2010년 1월 21일 | 우리캐피탈  | 0 - 3 | 삼성화재    | 서울장충체육관     |
| 2010년 1월 23일 | KEPCO45     | 3 - 1 | 신협상무    | 수원실내체육관     |
| 2010년 1월 24일 | LIG손해보험 | 3 - 1 | 우리캐피탈  | 구미박정희체육관   |
| 2010년 1월 24일 | 대한항공    | 3 - 0 | 현대캐피탈  | 인천도원시립체육관 |
| 2010년 1월 26일 | LIG손해보험 | 1 - 3 | 삼성화재    | 구미박정희체육관   |
| 2010년 1월 27일 | 우리캐피탈  | 0 - 3 | 대한항공    | 서울장충체육관     |
| 2010년 1월 28일 | 삼성화재    | 3 - 0 | 신협상무    | 대전충무체육관     |
| 2010년 1월 30일 | 현대캐피탈  | 3 - 2 | LIG손해보험 | 천안유관순체육관   |
| 2010년 1월 31일 | KEPCO45     | 1 - 3 | 대한항공    | 수원실내체육관     |
| 2010년 1월 31일 | 우리캐피탈  | 3 - 0 | 신협상무    | 서울장충체육관     |
| 2010년 2월 2일  | KEPCO45     | 0 - 3 | LIG손해보험 | 수원실내체육관     |
| 2010년 2월 2일  | 삼성화재    | 0 - 3 | 대한항공    | 대전충무체육관     |
| 2010년 2월 2일  | 현대캐피탈  | 3 - 0 | 신협상무    | 천안유관순체육관   |

- 1월 MVP: 한선수 (인천 대한항공 점보스)

4라운드에서는 인천 대한항공 점보스가 전승을 기록하였다. 대한항공은 3라운드에 이어 대전 삼성화재 블루팡스를 3-0으로 완승하며 10연승을 기록하였다. 또한 수원 KEPCO 45에게 3라운드에서의 패배를 설욕하였다.
5라운드
| 날짜            | 홈 팀       | 득점  | 어웨이 팀   | 장소               |
| --------------- | ----------- | ----- | ----------- | ------------------ |
| 2010년 2월 13일 | KEPCO45     | 0 - 3 | 삼성화재    | 수원실내체육관     |
| 2010년 2월 14일 | 우리캐피탈  | 2 - 3 | LIG손해보험 | 서울장충체육관     |
| 2010년 2월 15일 | 대한항공    | 1 - 3 | 현대캐피탈  | 인천도원시립체육관 |
| 2010년 2월 16일 | KEPCO45     | 0 - 3 | 신협상무    | 수원실내체육관     |
| 2010년 2월 17일 | 현대캐피탈  | 3 - 1 | LIG손해보험 | 천안유관순체육관   |
| 2010년 2월 18일 | 삼성화재    | 3 - 1 | 대한항공    | 대전충무체육관     |
| 2010년 2월 20일 | 우리캐피탈  | 0 - 3 | 삼성화재    | 서울장충체육관     |
| 2010년 2월 21일 | LIG손해보험 | 0 - 3 | 대한항공    | 구미박정희체육관   |
| 2010년 2월 21일 | 현대캐피탈  | 3 - 0 | 신협상무    | 천안유관순체육관   |
| 2010년 2월 23일 | 현대캐피탈  | 3 - 1 | KEPCO45     | 천안유관순체육관   |
| 2010년 2월 24일 | 삼성화재    | 3 - 2 | LIG손해보험 | 대전충무체육관     |
| 2010년 2월 25일 | 우리캐피탈  | 3 - 1 | 신협상무    | 서울장충체육관     |
| 2010년 2월 27일 | 삼성화재    | 3 - 1 | 신협상무    | 대전충무체육관     |
| 2010년 2월 28일 | 우리캐피탈  | 3 - 1 | 대한항공    | 서울장충체육관     |
| 2010년 3월 1일  | 현대캐피탈  | 0 - 3 | 삼성화재    | 천안유관순체육관   |
| 2010년 3월 2일  | 대한항공    | 3 - 0 | KEPCO45     | 인천도원시립체육관 |
| 2010년 3월 3일  | LIG손해보험 | 3 - 0 | 신협상무    | 구미박정희체육관   |
| 2010년 3월 4일  | 우리캐피탈  | 3 - 0 | KEPCO45     | 서울장충체육관     |
| 2010년 3월 6일  | LIG손해보험 | 3 - 0 | KEPCO45     | 구미박정희체육관   |
| 2010년 3월 6일  | 대한항공    | 3 - 0 | 신협상무    | 인천도원시립체육관 |
| 2010년 3월 7일  | 우리캐피탈  | 0 - 3 | 현대캐피탈  | 서울장충체육관     |

- 2월 MVP: 최태웅 (대전 삼성화재 블루팡스)

5라운드에서는 대전 삼성화재 블루팡스가 2라운드에 이어 두 번째 전승을 기록하였다. 인천 대한항공 점보스는 5라운드 첫 경기에서 천안 현대캐피탈 스카이워커스에게 패하면서 연승 행진이 마감되었고 서울 우리캐피탈 드림식스에게도 일격을 당하는 등 주춤하였다. 5라운드를 앞두고 인천 대한항공 점보스와 천안 현대캐피탈 스카이워커스의 외국인 선수가 다나일 밀류셰프에서 레안드로 아라우조 다 실바로, 매튜 존 앤더슨에서 오스발도 에르난데스로 각각 교체되었다. 대한항공에 새로 들어온 외국인 선수 레안드로는 힐스테이트 2006~2007 V-리그에서 대전 삼성화재 블루팡스의 외국인 선수로 활약하며 팀의 정규리그 우승에 기여하고 일본에 진출한 이후 3년 만에 대한민국 V-리그에 복귀하였다.
6라운드
| 날짜            | 홈 팀       | 득점  | 어웨이 팀   | 장소               |
| --------------- | ----------- | ----- | ----------- | ------------------ |
| 2010년 3월 8일  | 삼성화재    | 3 - 1 | 신협상무    | 대전충무체육관     |
| 2010년 3월 9일  | 우리캐피탈  | 1 - 3 | 대한항공    | 서울장충체육관     |
| 2010년 3월 9일  | KEPCO45     | 0 - 3 | 현대캐피탈  | 수원실내체육관     |
| 2010년 3월 11일 | LIG손해보험 | 2 - 3 | 삼성화재    | 구미박정희체육관   |
| 2010년 3월 11일 | 현대캐피탈  | 3 - 0 | 신협상무    | 천안유관순체육관   |
| 2010년 3월 12일 | 우리캐피탈  | 3 - 1 | KEPCO45     | 서울장충체육관     |
| 2010년 3월 13일 | LIG손해보험 | 3 - 0 | 신협상무    | 구미박정희체육관   |
| 2010년 3월 14일 | 삼성화재    | 3 - 0 | 현대캐피탈  | 대전충무체육관     |
| 2010년 3월 14일 | KEPCO45     | 1 - 3 | 대한항공    | 수원실내체육관     |
| 2010년 3월 16일 | 대한항공    | 3 - 1 | 신협상무    | 인천도원시립체육관 |
| 2010년 3월 17일 | KEPCO45     | 0 - 3 | LIG손해보험 | 수원실내체육관     |
| 2010년 3월 18일 | 우리캐피탈  | 1 - 3 | 현대캐피탈  | 서울장충체육관     |
| 2010년 3월 20일 | 대한항공    | 3 - 1 | 삼성화재    | 인천도원시립체육관 |
| 2010년 3월 20일 | 우리캐피탈  | 2 - 3 | 신협상무    | 서울장충체육관     |
| 2010년 3월 21일 | LIG손해보험 | 3 - 1 | 현대캐피탈  | 구미박정희체육관   |
| 2010년 3월 23일 | 대한항공    | 1 - 3 | LIG손해보험 | 인천도원시립체육관 |
| 2010년 3월 24일 | 우리캐피탈  | 3 - 1 | 삼성화재    | 서울장충체육관     |
| 2010년 3월 25일 | KEPCO45     | 3 - 0 | 신협상무    | 수원실내체육관     |
| 2010년 3월 27일 | 현대캐피탈  | 3 - 1 | 대한항공    | 천안유관순체육관   |
| 2010년 3월 27일 | 우리캐피탈  | 1 - 3 | LIG손해보험 | 서울장충체육관     |
| 2010년 3월 27일 | 삼성화재    | 3 - 0 | KEPCO45     | 대전충무체육관     |

- 3월 MVP: 석진욱 (대전 삼성화재 블루팡스)

#### 여자부

##### 순위
| 순위 | 팀                                | 승 | 패 | 승률 | 점수득실률 | 세트득실률 | 비고 |
| ---- | --------------------------------- | -- | -- | ---- | ---------- | ---------- | ---- |
| 1    | 수원 현대건설 힐스테이트          | 23 | 5  | 0.82 | 1.101      | 2.433      |      |
| 2    | 대전 KT&G 아리엘즈                | 19 | 9  | 0.68 | 1.062      | 1.500      |      |
| 3    | GS칼텍스 서울 KIXX                | 16 | 12 | 0.57 | 1.025      | 1.239      |      |
| 4    | 인천 흥국생명 핑크스파이더스      | 8  | 20 | 0.29 | 0.938      | 0.600      |      |
| 5    | 구미 한국도로공사 하이패스 제니스 | 4  | 24 | 0.14 | 0.896      | 0.382      |      |

##### 결과
1라운드
| 날짜             | 홈 팀    | 득점  | 어웨이 팀 | 장소               |
| ---------------- | -------- | ----- | --------- | ------------------ |
| 2009년 11월 1일  | KT&G     | 3 - 2 | GS칼텍스  | 대전충무체육관     |
| 2009년 11월 1일  | 흥국생명 | 2 - 3 | 도로공사  | 인천도원시립체육관 |
| 2009년 11월 4일  | 도로공사 | 0 - 3 | 현대건설  | 구미박정희체육관   |
| 2009년 11월 17일 | 도로공사 | 2 - 3 | GS칼텍스  | 천안유관순체육관   |
| 2009년 11월 18일 | 흥국생명 | 2 - 3 | KT&G      | 인천도원시립체육관 |
| 2009년 11월 19일 | 현대건설 | 3 - 0 | GS칼텍스  | 수원실내체육관     |
| 2009년 11월 21일 | 현대건설 | 3 - 2 | KT&G      | 수원실내체육관     |
| 2009년 11월 22일 | 흥국생명 | 2 - 3 | GS칼텍스  | 인천도원시립체육관 |
| 2009년 11월 22일 | 도로공사 | 1 - 3 | KT&G      | 구미박정희체육관   |
| 2009년 11월 25일 | 현대건설 | 2 - 3 | 흥국생명  | 수원실내체육관     |

- 11월 MVP: 모레노 피노 케니 (수원 현대건설 힐스테이트)

1라운드 경기는 일본에서 열리는 여자 그랜드 챔피언스컵 대회 관계로 라운드 도중 15일간 휴식기를 가졌다. 챔피언스컵 대회가 끝난 후 속개된 1라운드에서는 수원 현대건설 힐스테이트가 3연승을 거두었다. 또한 대전 KT&G 아리엘즈는 주전 센터 김세영의 부상에도 불구하고 선전하였다. 반면 디펜딩 챔피언 인천 흥국생명 핑크스파이더스는 김연경의 공백과 카리나의 부상으로 1승을 거두지 못한 채 3연패의 늪에 빠졌다가 수원 현대건설 힐스테이트를 풀세트 접전 끝에 승리하면서 첫 승을 올렸다.
2라운드
| 날짜             | 홈 팀    | 득점  | 어웨이 팀 | 장소               |
| ---------------- | -------- | ----- | --------- | ------------------ |
| 2009년 11월 28일 | 현대건설 | 3 - 0 | GS칼텍스  | 수원실내체육관     |
| 2009년 11월 29일 | 도로공사 | 2 - 3 | 흥국생명  | 구미박정희체육관   |
| 2009년 12월 1일  | KT&G     | 0 - 3 | 현대건설  | 대전충무체육관     |
| 2009년 12월 3일  | 도로공사 | 3 - 1 | GS칼텍스  | 구미박정희체육관   |
| 2009년 12월 6일  | KT&G     | 3 - 1 | 흥국생명  | 대전충무체육관     |
| 2009년 12월 9일  | KT&G     | 3 - 0 | 도로공사  | 대전충무체육관     |
| 2009년 12월 10일 | 흥국생명 | 3 - 1 | GS칼텍스  | 인천도원시립체육관 |
| 2009년 12월 12일 | 현대건설 | 3 - 0 | 도로공사  | 수원실내체육관     |
| 2009년 12월 15일 | KT&G     | 3 - 0 | GS칼텍스  | 대전충무체육관     |
| 2009년 12월 17일 | 흥국생명 | 1 - 3 | 현대건설  | 인천도원시립체육관 |

2라운드에서는 지난 시즌 4위를 기록한 수원 현대건설 힐스테이트가 전승을 기록하였다. 그러나 GS칼텍스 서울 KIXX는 전패를 기록하며 부진한 모습을 보였다.
3라운드
| 날짜             | 홈 팀    | 득점  | 어웨이 팀 | 장소               |
| ---------------- | -------- | ----- | --------- | ------------------ |
| 2009년 12월 20일 | KT&G     | 3 - 0 | 도로공사  | 대전충무체육관     |
| 2009년 12월 20일 | 흥국생명 | 3 - 1 | GS칼텍스  | 인천도원시립체육관 |
| 2009년 12월 22일 | 흥국생명 | 1 - 3 | 현대건설  | 인천도원시립체육관 |
| 2009년 12월 25일 | 도로공사 | 2 - 3 | 흥국생명  | 구미박정희체육관   |
| 2009년 12월 27일 | KT&G     | 3 - 0 | GS칼텍스  | 대전충무체육관     |
| 2009년 12월 27일 | 현대건설 | 3 - 0 | 도로공사  | 수원실내체육관     |
| 2009년 12월 30일 | 현대건설 | 3 - 0 | KT&G      | 수원실내체육관     |
| 2010년 1월 2일   | 도로공사 | 2 - 3 | 현대건설  | 구미박정희체육관   |
| 2010년 1월 3일   | KT&G     | 3 - 0 | GS칼텍스  | 대전충무체육관     |
| 2010년 1월 6일   | 현대건설 | 3 - 1 | GS칼텍스  | 수원실내체육관     |
| 2010년 1월 7일   | 도로공사 | 1 - 3 | 흥국생명  | 구미박정희체육관   |
| 2010년 1월 9일   | 흥국생명 | 2 - 3 | KT&G      | 인천도원시립체육관 |
| 2010년 1월 10일  | GS칼텍스 | 3 - 0 | 도로공사  | 서울장충체육관     |

- 12월 MVP: 마델레이네 몬타뇨 (대전 KT&G 아리엘즈)

3라운드에서는 수원 현대건설 힐스테이트가 다시 한 번 전승을 기록하며 독주, 8연승을 기록하였다. 이 밖에 GS칼텍스 서울 KIXX가 외국인 선수를 교체하였다.
4라운드
| 날짜            | 홈 팀    | 득점  | 어웨이 팀 | 장소               |
| --------------- | -------- | ----- | --------- | ------------------ |
| 2010년 1월 13일 | KT&G     | 0 - 3 | 현대건설  | 대전충무체육관     |
| 2010년 1월 14일 | GS칼텍스 | 3 - 0 | 흥국생명  | 서울장충체육관     |
| 2010년 1월 16일 | GS칼텍스 | 3 - 1 | 현대건설  | 서울장충체육관     |
| 2010년 1월 19일 | 흥국생명 | 1 - 3 | 도로공사  | 인천도원시립체육관 |
| 2010년 1월 21일 | GS칼텍스 | 3 - 0 | KT&G      | 서울장충체육관     |
| 2010년 1월 24일 | 도로공사 | 0 - 3 | GS칼텍스  | 구미박정희체육관   |
| 2010년 1월 24일 | 흥국생명 | 1 - 3 | KT&G      | 인천도원시립체육관 |
| 2010년 1월 26일 | 도로공사 | 1 - 3 | KT&G      | 구미박정희체육관   |
| 2010년 1월 27일 | GS칼텍스 | 3 - 0 | 흥국생명  | 서울장충체육관     |
| 2010년 1월 31일 | 현대건설 | 3 - 1 | 흥국생명  | 수원실내체육관     |
| 2010년 2월 2일  | 현대건설 | 3 - 0 | 도로공사  | 수원실내체육관     |
| 2010년 2월 2일  | KT&G     | 3 - 1 | 흥국생명  | 대전충무체육관     |

- 1월 MVP: 데스티니 후커 (GS칼텍스 서울 KIXX)

4라운드에서는 데스티니 후커가 합류한 GS칼텍스 서울 KIXX가 전승을 거두며 3위로 올라섰다. 이에 따라 수원 현대건설 힐스테이트의 연승 행진이 마감되었다. 인천 흥국생명 핑크스파이더스는 성적 부진을 이유로 2010년 1월 19일 어창선 감독을 경질하고 일본인 코치 반다이라 다모루 감독대행 체제로 바뀌었지만 흥국생명은 계속되는 연패에 빠졌다.
5라운드
| 날짜            | 홈 팀    | 득점  | 어웨이 팀 | 장소               |
| --------------- | -------- | ----- | --------- | ------------------ |
| 2010년 2월 13일 | 현대건설 | 3 - 0 | KT&G      | 수원실내체육관     |
| 2010년 2월 14일 | GS칼텍스 | 3 - 0 | 도로공사  | 서울장충체육관     |
| 2010년 2월 15일 | 흥국생명 | 0 - 3 | 현대건설  | 인천도원시립체육관 |
| 2010년 2월 18일 | KT&G     | 3 - 0 | 흥국생명  | 대전충무체육관     |
| 2010년 2월 20일 | GS칼텍스 | 3 - 2 | KT&G      | 서울장충체육관     |
| 2010년 2월 21일 | 도로공사 | 3 - 0 | 흥국생명  | 구미박정희체육관   |
| 2010년 2월 24일 | KT&G     | 3 - 0 | 도로공사  | 대전충무체육관     |
| 2010년 2월 25일 | GS칼텍스 | 3 - 0 | 현대건설  | 서울장충체육관     |
| 2010년 2월 27일 | KT&G     | 3 - 0 | 도로공사  | 대전충무체육관     |
| 2010년 2월 28일 | GS칼텍스 | 3 - 1 | 흥국생명  | 서울장충체육관     |
| 2010년 3월 2일  | 흥국생명 | 1 - 3 | 현대건설  | 인천도원시립체육관 |
| 2010년 3월 3일  | 도로공사 | 1 - 3 | GS칼텍스  | 구미박정희체육관   |
| 2010년 3월 6일  | 도로공사 | 2 - 3 | 현대건설  | 구미박정희체육관   |
| 2010년 3월 7일  | GS칼텍스 | 3 - 0 | 흥국생명  | 서울장충체육관     |

- 2월 MVP: 양효진 (수원 현대건설 힐스테이트)

5라운드에서는 GS칼텍스 서울 KIXX가 다시 한 번 전승을 기록, 파죽의 12연승을 기록하였다. 반면 인천 흥국생명 핑크스파이더스는 13연패를 당하며 역대 단일 팀 최다 연패와 타이를 이루는 수모를 당하였다.
6라운드
| 날짜            | 홈 팀    | 득점  | 어웨이 팀 | 장소               |
| --------------- | -------- | ----- | --------- | ------------------ |
| 2010년 3월 8일  | KT&G     | 3 - 1 | 현대건설  | 대전충무체육관     |
| 2010년 3월 11일 | 도로공사 | 1 - 3 | KT&G      | 구미박정희체육관   |
| 2010년 3월 12일 | GS칼텍스 | 3 - 0 | 현대건설  | 서울장충체육관     |
| 2010년 3월 14일 | 현대건설 | 3 - 1 | 흥국생명  | 수원실내체육관     |
| 2010년 3월 17일 | 현대건설 | 3 - 2 | KT&G      | 수원실내체육관     |
| 2010년 3월 18일 | GS칼텍스 | 3 - 1 | 도로공사  | 서울장충체육관     |
| 2010년 3월 20일 | 흥국생명 | 3 - 0 | KT&G      | 인천도원시립체육관 |
| 2010년 3월 20일 | GS칼텍스 | 1 - 3 | 현대건설  | 서울장충체육관     |
| 2010년 3월 23일 | 흥국생명 | 3 - 1 | 도로공사  | 인천도원시립체육관 |
| 2010년 3월 24일 | GS칼텍스 | 2 - 3 | KT&G      | 서울장충체육관     |
| 2010년 3월 25일 | 현대건설 | 3 - 0 | 도로공사  | 수원실내체육관     |

- 3월 MVP: 마델레이네 몬타뇨 (대전 KT&G 아리엘즈)

### 포스트 시즌

#### 남자부
| 우승팀                 | 시리즈 전적 | 득점  | 득점  | 득점  | 득점  | 득점  | 득점  | 득점  | 준우승팀                     | 시리즈 전적 |
| ---------------------- | ----------- | ----- | ----- | ----- | ----- | ----- | ----- | ----- | ---------------------------- | ----------- |
| 대전 삼성화재 블루팡스 | 4승 3패     | 3 - 2 | 0 - 3 | 3 - 1 | 3 - 2 | 1 - 3 | 2 - 3 | 3 - 2 | 천안 현대캐피탈 스카이워커스 | 3승 4패     |

#### 여자부
| 우승팀             | 시리즈 전적 | 득점  | 득점  | 득점  | 득점  | 득점  | 득점  | 준우승팀                 | 시리즈 전적 |
| ------------------ | ----------- | ----- | ----- | ----- | ----- | ----- | ----- | ------------------------ | ----------- |
| 대전 KT&G 아리엘즈 | 4승 2패     | 1 - 3 | 3 - 2 | 2 - 3 | 3 - 0 | 3 - 0 | 3 - 0 | 수원 현대건설 힐스테이트 | 2승 4패     |

### 한일 탑매치
지난 시즌까지는 한국과 일본 리그 우승 팀 및 준우승 팀이 참가하는 한일 탑매치를 개최하였으나, 이번 시즌에는 한국과 일본의 우승팀끼리 단판 승부로 최강자를 가렸다.

#### 남자부
| 승리팀                 | 세트스코어 | 득점    | 득점    | 득점    | 득점    | 득점 | 패전팀          | 세트스코어 |
| ---------------------- | ---------- | ------- | ------- | ------- | ------- | ---- | --------------- | ---------- |
| 대전 삼성화재 블루팡스 | 3          | 25 - 22 | 19 - 25 | 25 - 22 | 25 - 18 | -    | 파나소닉 팬더스 | 1          |

#### 여자부
| 승리팀        | 세트스코어 | 득점    | 득점    | 득점    | 득점    | 득점    | 패전팀             | 세트스코어 |
| ------------- | ---------- | ------- | ------- | ------- | ------- | ------- | ------------------ | ---------- |
| 도레이 애로즈 | 3          | 25 - 18 | 19 - 25 | 29 - 27 | 25 - 19 | 15 - 10 | 대전 KT&G 아리엘즈 | 2          |

## 시상 및 기록

### 우승 팀

#### 남자부
- 대전 삼성화재 블루팡스 (정규시즌 및 챔피언결정전 통합 우승)

#### 여자부
- 대전 KT&G 아리엘즈 (챔피언결정전 우승)
- 수원 현대건설 힐스테이트 (정규시즌 우승)

### 수상자 및 수상팀

#### 남자부
- 정규리그 MVP: 가빈 슈미트 (대전 삼성화재 블루팡스)
- 올스타전 MVP: 가빈 슈미트 (대전 삼성화재 블루팡스)
- 챔피언결정전 MVP: 가빈 슈미트 (대전 삼성화재 블루팡스)
- 우승 감독상: 신치용 (대전 삼성화재 블루팡스)
- 신인상: 신영석 (서울 우리캐피탈 드림식스)
- 공격상: 가빈 슈미트 (대전 삼성화재 블루팡스)
- 득점상: 가빈 슈미트 (대전 삼성화재 블루팡스)
- 서브상: 가빈 슈미트 (대전 삼성화재 블루팡스)
- 블로킹상: 하경민 (천안 현대캐피탈 스카이워커스)
- 수비상: 여오현 (대전 삼성화재 블루팡스)
- 세터상: 한선수 (인천 대한항공 점보스)
- 기량발전상: 김철홍 (구미 LIG손해보험 그레이터스)
- 리시브·디그 5천개상 : 여오현 (대전 삼성화재 블루팡스)
- 페어플레이상: 강동진 (인천 대한항공 점보스)
- 세레모니상: 최석기 (수원 KEPCO 45)

#### 여자부
- 정규리그 MVP: 모레노 피노 케니 (수원 현대건설 힐스테이트)
- 올스타전 MVP: 김민지 (GS칼텍스 서울 KIXX)
- 챔피언결정전 MVP: 마델레이네 몬타뇨 (대전 KT&G 아리엘즈)
- 우승 감독상: 박삼용(대전 KT&G 아리엘즈)
- 신인상: 양유나 (GS칼텍스 서울 KIXX)
- 공격상: 마델레이네 몬타뇨 (대전 KT&G 아리엘즈)
- 득점상: 모레노 피노 케니 (수원 현대건설 힐스테이트)
- 서브상: 모레노 피노 케니 (수원 현대건설 힐스테이트)
- 블로킹상: 양효진 (수원 현대건설 힐스테이트)
- 수비상: 남지연 (GS칼텍스 서울 KIXX)
- 세터상: 한수지 (수원 현대건설 힐스테이트)
- 기량발전상: 이연주 (대전 KT&G 아리엘즈)
- 리시브·디그 5천개상 : 김해란 (구미 한국도로공사 하이패스 제니스), 남지연 (GS칼텍스 서울 KIXX)
- 페어플레이상: 황연주 (인천 흥국생명 핑크스파이더스)
- 세레모니상: 이보람 (구미 한국도로공사 하이패스 제니스)

#### 기타
- 베스트 드레서상: 강영준 (서울 우리캐피탈 드림식스), 한송이 (인천 흥국생명 핑크스파이더스)
- 심판상: 이재선(주심), 강만수(선심)
- 배구 발전 기여상: 장소연 (대전 KT&G 아리엘즈)

### 트리플 크라운
트리플 크라운이란 한 선수가 한 경기에서 후위 공격 3개 이상, 서브 득점 3개 이상, 블로킹 득점 3개 이상씩을 기록하는 것이다. 트리플 크라운을 달성한 선수에게는 100만원의 상금이 주어진다.

#### 남자부
- 김학민 (인천 대한항공 점보스, 2009년 11월 12일 수원 KEPCO 45 전)
- 가빈 슈미트 (대전 삼성화재 블루팡스, 2009년 11월 14일 서울 우리캐피탈 드림식스 전, 2009년 12월 9일 구미 LIG손해보험 그레이터스 전)
- 카를로스 테헤타(피라타) (구미 LIG손해보험 그레이터스, 2010년 1월 19일 인천 대한항공 점보스 전)

#### 여자부
- 모레노 피노 케니 (수원 현대건설 힐스테이트, 2009년 12월 12일 구미 한국도로공사 하이패스 제니스 전, 2010년 2월 15일 인천 흥국생명 핑크스파이더스 전)

### 달성 기록

#### 남자부
- 팀 통산 8,000 공격 득점: 천안 현대캐피탈 스카이워커스 (2009년 11월 19일 신협상무 전)
- 팀 통산 2,000 블로킹: 천안 현대캐피탈 스카이워커스 (2009년 12월 2일 신협상무 전)
- 팀 통산 8,000 세트: 대전 삼성화재 블루팡스 (2009년 11월 14일 서울 우리캐피탈 드림식스 전), 인천 대한항공 점보스 (2009년 11월 25일 수원 KEPCO 45 전)
- 개인 통산 2,000 득점: 수원 KEPCO 45 정평호 (2009년 11월 21일 대전 삼성화재 블루팡스 전)
- 개인 통산 3,000 리시브: 대전 삼성화재 블루팡스 여오현 (2010년 1월 3일 서울 우리캐피탈 드림식스 전)
- 개인 통산 2,000 디그: 인천 대한항공 점보스 최부식 (2009년 11월 25일 수원 KEPCO 45 전), 대전 삼성화재 블루팡스 여오현 (2009년 12월 1일 수원 KEPCO 45 전)
- 개인 통산 7,000 세트: 대전 삼성화재 블루팡스 최태웅 (2009년 11월 29일 천안 현대캐피탈 스카이워커스 전), 천안 현대캐피탈 스카이워커스 권영민 (2010년 2월 17일 구미 LIG손해보험 그레이터스 전)
- 개인 통산 450 블로킹: 천안 현대캐피탈 스카이워커스 이선규 (2010년 1월 24일 서울 우리캐피탈 드림식스 전)
- 개인 통산 300 블로킹: 대전 삼성화재 블루팡스 고희진 (2009년 11월 14일 서울 우리캐피탈 드림식스 전), 천안 현대캐피탈 스카이워커스 윤봉우 (2009년 11월 10일 구미 LIG손해보험 그레이터스 전)
- 개인 통산 100 서브 에이스: 수원 KEPCO 45 정평호 (2009년 11월 21일 대전 삼성화재 블루팡스 전)
- 개인 통산 500 후위 공격 득점: 천안 현대캐피탈 스카이워커스 박철우 (2010년 1월 17일 대전 삼성화재 블루팡스 전)
- 한 경기 개인 최다 득점: 천안 현대캐피탈 스카이워커스 박철우 (50점, 2010년 1월 30일 구미 LIG손해보험 그레이터스 전, 역대 한 경기 최다 득점 기록 경신)
- 한 경기 개인 최다 후위 공격: 대전 삼성화재 블루팡스 가빈 슈미트 (17개, 2009년 12월 9일 구미 LIG손해보험 그레이터스 전)
- 한 경기 개인 최다 블로킹: 천안 현대캐피탈 스카이워커스 윤봉우 (11개, 2009년 11월 3일 인천 대한항공 점보스 전), 천안 현대캐피탈 스카이워커스 하경민 (11개, 2010년 2월 24일 수원 KEPCO 45 전)

#### 여자부
- 팀 통산 7,000 공격 득점: 구미 한국도로공사 하이패스 제니스 (2009년 11월 4일 수원 현대건설 힐스테이트 전), 수원 현대건설 힐스테이트 (2009년 11월 25일 인천 흥국생명 핑크스파이더스 전)
- 팀 통산 1,000 블로킹: 수원 현대건설 힐스테이트 (2009년 11월 25일 인천 흥국생명 핑크스파이더스 전)
- 팀 통산 12,000 디그: 구미 한국도로공사 하이패스 제니스 (2009년 11월 1일 인천 흥국생명 핑크스파이더스 전), 대전 KT&G 아리엘즈 (2009년 11월 18일 인천 흥국생명 핑크스파이더스 전)
- 개인 통산 2,000 득점: 인천 흥국생명 핑크스파이더스 황연주 (2009년 11월 23일 GS칼텍스 서울 KIXX 전)
- 개인 통산 3,000 디그: 구미 한국도로공사 하이패스 제니스 김해란 (2009년 11월 17일 GS칼텍스 서울 KIXX 전)
- 개인 통산 5,000 리시브·디그: 구미 한국도로공사 하이패스 제니스 김해란 (2009년 12월 25일 인천 흥국생명 핑크스파이더스 전)
- 개인 통산 700 후위 공격 득점: 인천 흥국생명 핑크스파이더스 황연주 (2010년 1월 27일 GS칼텍스 서울 KIXX 전)